# Richard Irvine
Richard Irvine (Salt Lake City, 10 aprile 1910 – Los Angeles, 30 marzo 1976) è stato uno scenografo statunitense.
Ha lavorato a oltre 30 film tra il 1939 ed il 1953. Ha ricevuto la nomination ai Premi Oscar 1941 nella categoria migliore scenografia (in condivisione con Alexander Golitzen) per Inferno nel deserto.

## Filmografia parziale
- La reginetta delle nevi (Winter Carnival), regia di Charles Reisner (1939)
- L'isola degli uomini perduti (The House Across the Bay), regia di Archie Mayo (1940)
- Gli ammutinati di Sing Sing (Within These Walls), regia di H. Bruce Humberstone (1945)
- Il miracolo della 34ª strada (Miracle on 34th Street), regia di George Seaton (1947)
- La moneta insanguinata (The Brasher Doubloon), regia di John Brahm (1947)
- Amore sotto i tetti (Apartment for Peggy), regia di George Seaton (1948)
- Se mia moglie lo sapesse (Everybody Does It), regia di Edmund Goulding (1949)
- Romantico avventuriero (The Gunfighter), regia di Henry King (1950)
- La tua bocca brucia (Don't Bother to Knock), regia di Roy Ward Baker (1952)
- Hanno ucciso Vicki (Vicki), regia di Harry Horner (1953)